# Linguagem de descrição de interface
Uma linguagem de descrição de interface ou IDL (do inglês, Interface Description Language) é uma linguagem de computador utilizada para descrever a interface dos componentes de software. A descrição provida pela IDL é independente de qualquer linguagem de programação e, por isso, possibilita a comunicação entre componentes escritos em linguagens de programação diferentes. 
As IDLs são normalmente utilizadas em softwares que realizam chamada de procedimento remoto. Elas estabelecem uma ponte entre sistemas implementados com sistemas operacionais ou linguagens de programação diferentes.

## Sistemas baseados em IDLs
Os sistemas ONC RPC da Sun Microsystems, Distributed Computing Environment do The Open Group, System Object Model da IBM, o CORBA do Object Management Group são baseados em IDLs.

## Linguagens de descrição de interface
- IDL specification language, a versão original da "linguagem para descrição de interface".
- Java IDL
- Microsoft Interface Definition Language
- Open Service Interface Definitions
- Platform-Independent Component Modeling Language
- WDDX